# Lawrence Batley International
De Lawrence Batley International was een golftoernooi van de Europese PGA Tour in de jaren 1981-1987.
De eerste drie edities werden gespeeld op de Bingley St. Ives Golf Club. In 1984 verhuisde het toernooi naar de Belfry, waar in 1985 ook de Ryder Cup voor het eerst gespeeld werd.
Het prijzengeld was in 1987 £ 141.544, hetgeen aangaf dat het een van de kleinste toernooien van de Europese Tour was.
| Jaar                                       | Baan                          | Winnaar                       | Score                         | Score                         |
| Lawrence Batley International              | Lawrence Batley International | Lawrence Batley International | Lawrence Batley International | Lawrence Batley International |
| ------------------------------------------ | ----------------------------- | ----------------------------- | ----------------------------- | ----------------------------- |
| 1981                                       | Bingley St. Ives Golf Club    | Sandy Lyle                    | 280                           | -4                            |
| 1982                                       | Bingley St. Ives Golf Club    | Sandy Lyle                    | 271                           | -13                           |
| 1983                                       | Bingley St. Ives Golf Club    | Nick Faldo                    | 266                           | -18                           |
| Lawrence Batley International Golf Classic |                               |                               |                               |                               |
| 1984                                       | The Belfry Golf Club          | José Rivero                   | 280                           | -8                            |
| 1985                                       | The Belfry Golf Club          | Graham Marsh                  | 283                           | -5                            |
| Lawrence Batley International T.P.C.       |                               |                               |                               |                               |
| 1986                                       | The Belfry Golf Club          | Ian Woosnam                   | 277                           | -11                           |
| Lawrence Batley International              |                               |                               |                               |                               |
| 1987                                       | Royal Birkdale Golf Club      | Mark O'Meara                  | 271                           | -17                           |